# Kids' Choice Awards
Pour les articles homonymes, voir KCA.
Les Kids' Choice Awards, également nommés KCA est une cérémonie américaine annuelle de remise de récompenses créée en 1988 et qui récompense les meilleures personnalités du monde de la télévision, du cinéma et de la musique. Les lauréats sont désignés par les suffrages des téléspectateurs du monde entier. 
Organisée par la chaîne câblée Nickelodeon, l'émission présente de nombreuses célébrités et intermèdes musicaux. Ces dernières années, des cascadeurs ont été inclus dans l'émission. Will Smith est la personnalité ayant obtenu le plus de récompenses aux KCA (10 récompenses), suivi de Selena Gomez (8), Miley Cyrus et Amanda Bynes (6), Britney Spears (5) et Hilary Duff (4). Whoopi Goldberg est la seule actrice à avoir gagné un Kids' Choice Award, un Emmy, un Grammy, un Oscar et un Tony. Rosie O'Donnell (8 fois) et Jack Black (3 fois) ont été les invités les plus récurrents.

## Histoire
Alan Goodman, Albie Hecht et Fred Seibert débutent l'émission sous le titre de The Big Ballot,,, en 1986.

Le système de vote pour les téléspectateurs canadiens a été possible en 2010 avec l'inauguration de la version canadienne de Nickelodeon en novembre 2009. En juin 2010, la version latino-américaine de Nickelodeon annonce un Kids' Choice Awards au Mexique. Les autres pays possédant leur propre Kids' Choice Awards incluent le Brésil, le Royaume-Uni, l'Australie et l'Indonésie. En août 2011, les KCA sont annoncés en Argentine.

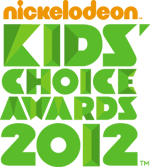
Logotype de l'émission en 2012

## Catégories

### Film
- Meilleur film
- Acteur préféré
- Actrice préférée
- Meilleur film d'animation
- Voix masculine de film d'animation préférée
- Voix féminine de film d'animation préférée

### Télévision
- Meilleur série télévisée familiale
- Meilleur série télévisée jeunesse
- Meilleur télé-réalité
- Star TV masculine préférée
- Star TV féminine préférée
- Meilleur série télévisée d'animation

### Musique
- Chanson préférée
- Artiste masculin préféré
- Artiste féminine préférée
- Chanteuse préférée
- Artiste mondial préféré
- Groupe musical préférée

### Récompenses fréquentes
- Jeu vidéo préférée
- Star social préférée
- Athlète masculin préféré
- Athlète féminine préférée

## Présentateurs
Cérémonies des Kids' Choice Awards
| Année | Nom                                                                |
| ----- | ------------------------------------------------------------------ |
| 1987  | Matt Nespole Rebecca Schwager Mark Shanahan                        |
| 1988  | Tony Danza Debbie Gibson Brian Robbins Dan Schneider               |
| 1989  | Nicole Eggert Wil Wheaton                                          |
| 1990  | Dave Coulier Candace Cameron David Faustino                        |
| 1991  | Corin Nemec                                                        |
| 1992  | Paula Abdul                                                        |
| 1993  | Brian Austin Green Holly Robinson Tori Spelling                    |
| 1994  | Joey Lawrence Candace Cameron Marc Weiner                          |
| 1995  | Whitney Houston Rick Adams                                         |
| 1996  | Whitney Houston Rosie O'Donnell                                    |
| 1997  | Rosie O'Donnell                                                    |
| 1998  | Rosie O'Donnell                                                    |
| 1999  | Rosie O'Donnell                                                    |
| 2000  | Rosie O'Donnell David Arquette LL Cool J Mandy Moore Frankie Muniz |
| 2001  | Rosie O'Donnell                                                    |
| 2002  | Rosie O'Donnell                                                    |
| 2003  | Rosie O'Donnell                                                    |
| 2004  | Cameron Diaz Mike Myers                                            |
| 2005  | Ben Stiller                                                        |
| 2006  | Jack Black                                                         |
| 2007  | Justin Timberlake                                                  |
| 2008  | Jack Black                                                         |
| 2009, | Dwayne Johnson                                                     |
| 2010, | Kevin James                                                        |
| 2011  | Jack Black                                                         |
| 2012  | Will Smith                                                         |
| 2013  | Josh Duhamel                                                       |
| 2014  | Mark Wahlberg                                                      |
| 2015  | Nick Jonas                                                         |
| 2016  | Blake Shelton                                                      |
| 2017  | John Cena                                                          |
| 2018  | John Cena                                                          |
| 2019  | DJ Khaled                                                          |
| 2020  | Victoria Justice                                                   |
| 2021  | Kenan Thompson                                                     |
| 2022  | Miranda Cosgrove Rob Gronkowski                                    |
| 2023  | Charli D'Amelio Nate Burleson                                      |
| 2024  | Bob L'éponge par Sébastien Desjours Patrick Étoile par Érik Colin  |
| 2025  | Tyla                                                               |

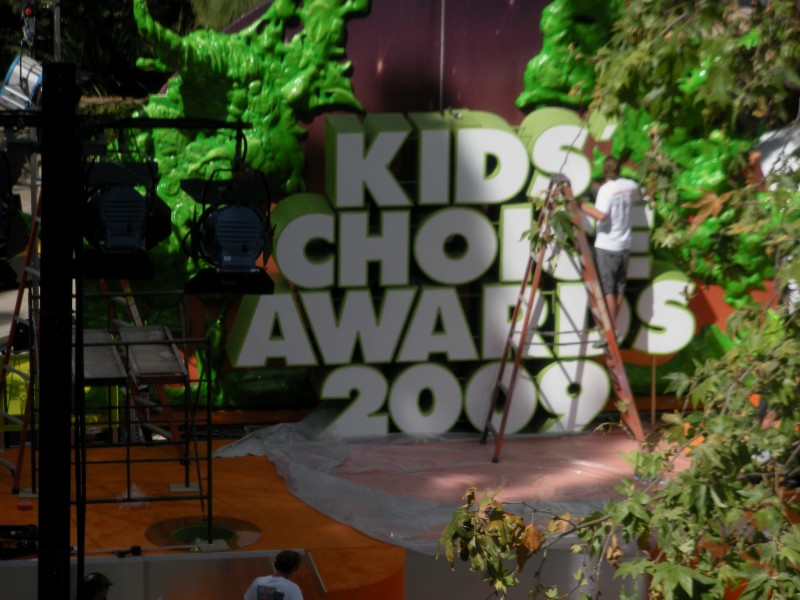
Kids' Choice Awards 2009.

En 2020, Chance the Rapper était censé présenté la cérémonie avant qu'elle ne soit reportée et finalement changée en une cérémonie virtuelle à cause de la Pandémie de Covid-19.

## Kids' Choice Sports
En juillet 2014, Nickelodeon a présenté la première édition annuelle du programme Kids 'Choice Sports, rendant hommage aux athlètes, équipes et sports préférés des adolescents.

### Présentateurs
- Kids' Choice Sports 2014 (en) : Michael Strahan
- Kids' Choice Sports 2015 (en) : Russell Wilson
- Kids' Choice Sports 2016 (en) : Russell Wilson
- Kids' Choice Sports 2017 (en) : Russell Wilson
- Kids' Choice Sports 2018 (en) : Chris Paul